# Maldives Third Way Democrats
Die Maldives Third-Way Democrats oder Demokraten des Dritten Weges der Malediven (Dhivehi މޯލްޑިވްސް ތަރޑް-ވޭ ޑިމޮކެރެޓްސް, MTD) sind eine Partei in den Malediven. Sie wurde im Dezember 2018 gegründet.

## Geschichte
Die Maldives Third-Way Democrats wurde am 27. Dezember 2018 von der Elections Commission (Registrar of Political Parties) registriert.
Die MTD ist eine Abspaltung der Progressive Party of Maldives. Einer der Mitbegründer der Partei ist der ehemalige Vizepräsident der Malediven, Ahmed Adeeb Abdul Gafoor, der das Parteiprogramm in der Isolationshaft verfasste. Die MTD begann mit 3333 Mitgliedern, die innerhalb weniger Wochen der Partei beigetreten waren.